# You Can't Stop Me
You Can't Stop Me (en español: «No puedes detenerme») es el cuarto álbum de la banda de deathcore Suicide Silence, que fue lanzado en julio de 2014 a través de Nuclear Blast. You Can't Stop Me es el primer material de la banda con Hernan "Eddie" Hermida como vocalista, y el primero en no tener al vocalista original Mitch Lucker quien falleció en 2012.

## Título del álbum
En abril de 2014, se reveló el título del álbum, el nombre proviene de algunas letras que Mitch Lucker había escrito antes de su deceso.

## Sencillos
El 6 de mayo de 2014, la canción "Cease To Exist" fue lanzada como primer sencillo del álbum, y fue liberada para su compra en iTunes. El vídeo lírico de la canción fue lanzado a través del canal de YouTube de Nuclear Blast el mismo día. El 10 de junio, Suicide Silence reveló que las personas que pre-ordenen el álbum digital recibirán el segundo sencillo Don't Die.

## Lista de canciones
La lista de canciones fue revelada el 30 de abril de 2014 junto con la portada del álbum y la fecha de lanzamiento.
| N.º   | Título                                                               | Duración |  |
| 1.    | «M.A.L.»                                                             | 0:47     |  |
| 2.    | «Inherit The Crown»                                                  | 3:28     |  |
| 3.    | «Cease to Exist»                                                     | 3:42     |  |
| 4.    | «Sacred Words»                                                       | 4:20     |  |
| 5.    | «The Control» (con George "Corpsegrinder" Fisher de Cannibal Corpse) | 2:53     |  |
| 6.    | «Warrior»                                                            | 2:59     |  |
| 7.    | «You Can Stop Me» (Letras por Mitch Lucker)                          | 4:07     |  |
| 8.    | «Monster Within» (con Greg Puciato de The Dillinger Escape Plan)     | 3:37     |  |
| 9.    | «We Have All Have Had Enough»                                        | 3:36     |  |
| 10.   | «Ending Is the Beginning» (Regrabada de Suicide Silence EP)          | 2:38     |  |
| 11.   | «Don't Die»                                                          | 3:45     |  |
| 12.   | «Ourobros»                                                           | 4:04     |  |
| 39:19 |                                                                      |          |  |

| Special Edition bonus tracks |                                    |          |  |
| N.º                          | Título                             | Duración |  |
| 13.                          | «Blue Haze»                        | 3:30     |  |
| 14.                          | «Last Breath» (cover de Hatebreed) | 1:34     |  |
| 44:23                        |                                    |          |  |

## Miembros y personal
Suicide Silence
- Hernán Hermida – voz
- Mark Heylmun – guitarra líder
- Chris Garza – guitarra rítmica
- Dan Kenny – bajo
- Alex Lopez – batería
- Pavel "Pospa" Pospíšil - [Bajo eléctrico] (canciones 1, 5)
- Dan "Sheggy" Hladeek - guitarra líder (canciones 2, 3)